# Broesartsi
Broesartsi (Bulgaars: Брусарци) is een klein stadje in oblast Montana in het noordwesten van Bulgarije. Het is het administratieve centrum van de gemeente Broesartsi en ligt op 23 km afstand van de stad Lom. Op 31 december 2018 telt het stadje Broesartsi 941 inwoners, terwijl de gemeente Broesartsi, inclusief negen nabijgelegen dorpen, zo'n 4.311 inwoners telt. De stad is in handen van de politieke partij GERB.